# Spathius evansi
Spathius evansi är en stekelart som beskrevs av Matthews 1970. Spathius evansi ingår i släktet Spathius och familjen bracksteklar. Inga underarter finns listade i Catalogue of Life.